# Les Triomphes de César
Les Triomphes de César ((la)Triumphus Caesaris) sont une série de tableaux, dont seulement neuf nous sont parvenus, réalisés entre 1486 et 1492 par le peintre renaissant Andrea Mantegna. Exposés à la Royal Collection de Hampton Court Palace, Londres, ils figurent  les cérémonies romaines au cours desquelles Jules César a défilé dans Rome à la tête de ses troupes à son retour vainqueur de la Guerre des Gaules.
Giorgio Vasari y voyait le chef-d'œuvre de Mantegna, mais son impact et son succès est surtout dû au fait qu'en Europe du Nord, ces tableaux furent longtemps les seules œuvres du maître italien à être visibles du public, en même temps qu'ils évacuaient l'imaginaire catholique derrière une idéalisation de la Rome antique.

## Histoire des tableaux
Cette série semble être une commande du marquis Federico Gonzaga à son peintre officiel Andrea Mantegna : les premières esquisses remontent à 1484, et la durée des travaux s'étale sans doute jusqu'en 1492. L'œuvre est donc réceptionnée par le marquis Francesco, connu pour ses prouesses militaires, qui semble en être le véritable commissionnaire. Elle est destinée à être exposée dans l'une des salles d'apparat du château Saint-Georges de Mantoue. En réalité, nous ignorons lequel des marquis commanda cette série de tableaux, quand Mantegna la commença et la finit, où exactement devait-elle être placée et combien de tableaux furent réellement prévus.
Mantegna travaille continuellement sur ce cycle jusqu'en 1488, année où il part à Rome réaliser pour le pape les fresques (détruites au XVIIe siècle) pour décorer la chapelle du nouveau bâtiment du Belvédère. Il ne fait pas de doute que ce séjour a considérablement enrichi les évocations antiques peintes sur les Triomphes.
Propriété des Gonzague jusqu'en 1628-1629, les toiles sont vendues, comme la majeure partie de la collection du fait de l'extinction de la lignée ducale. Par le biais du courtier et marchand d'art Daniel Nijs, la série, au milieu d'autres pièces des Gonzague, passe dans les collections de Charles Ier d'Angleterre, connu pour son amour des arts. Les Triomphes arrivent en 1630 à Londres et sont placés au palais de Hampton Court où ils demeurent depuis lors. En 1649, après l'exécution de Charles Ier, Oliver Cromwell liquide les collections royales mais n'en conserve que Les Triomphes pour leur imaginaire militaire, détaché de toute référence au catholicisme.

## Technique de production
Ces toiles composées sur lin utilise un mélange de tempera et de colle. Leur fini est sans doute achevé en 1501, mais six d'entre elles (ou bien la totalité ?), en plein contexte des guerres d'Italie, sont présentés lors d'une représentation théâtrale, au cours de laquelle elles sont utilisées comme décor. En 1506, ils sont disposées dans une galerie, chaque peinture étant séparée par une colonne.
Chaque tableau est au format 268 × 278 cm. L'ensemble forme une frise couvrant une surface de plus de 70 m².

## Conservation
Ces toiles ont d'abord subi des repeints au début du XVIIIe siècle sous la direction de Louis Laguerre. En 1910, le critique d'art Roger Fry se pique de vouloir les faire restaurer : fragilisées avec les siècles, il s'emploie alors à les rafraîchir, les consolider, rattraper les repeints de Laguerre, mais, ce faisant, il transforme certains détails. Ainsi, par exemple, le Maure qui figure dans le premier tableau perd son hâle. Fry devait déclarer plus tard que cette action aura été la plus grande erreur de sa vie. Une patiente et laborieuse restauration est entreprise dans les années 1960, à la lumière des progrès scientifiques, et confiée au niveau de l'exécution aux deux peintres Paul Nash et Dora Carrington.
Les tableaux sont actuellement présentés au public sous un faible éclairage du fait de leur fragilité.

## Composition du thème
Il s'agit des détails du triomphe de Jules César en Gaule, comme le signale une enseigne du deuxième tableau.
Le défilé triomphal est  raconté en plusieurs tableaux, exposant les détails particuliers, trophées, armes, personnels, dont seulement neuf nous sont parvenus :

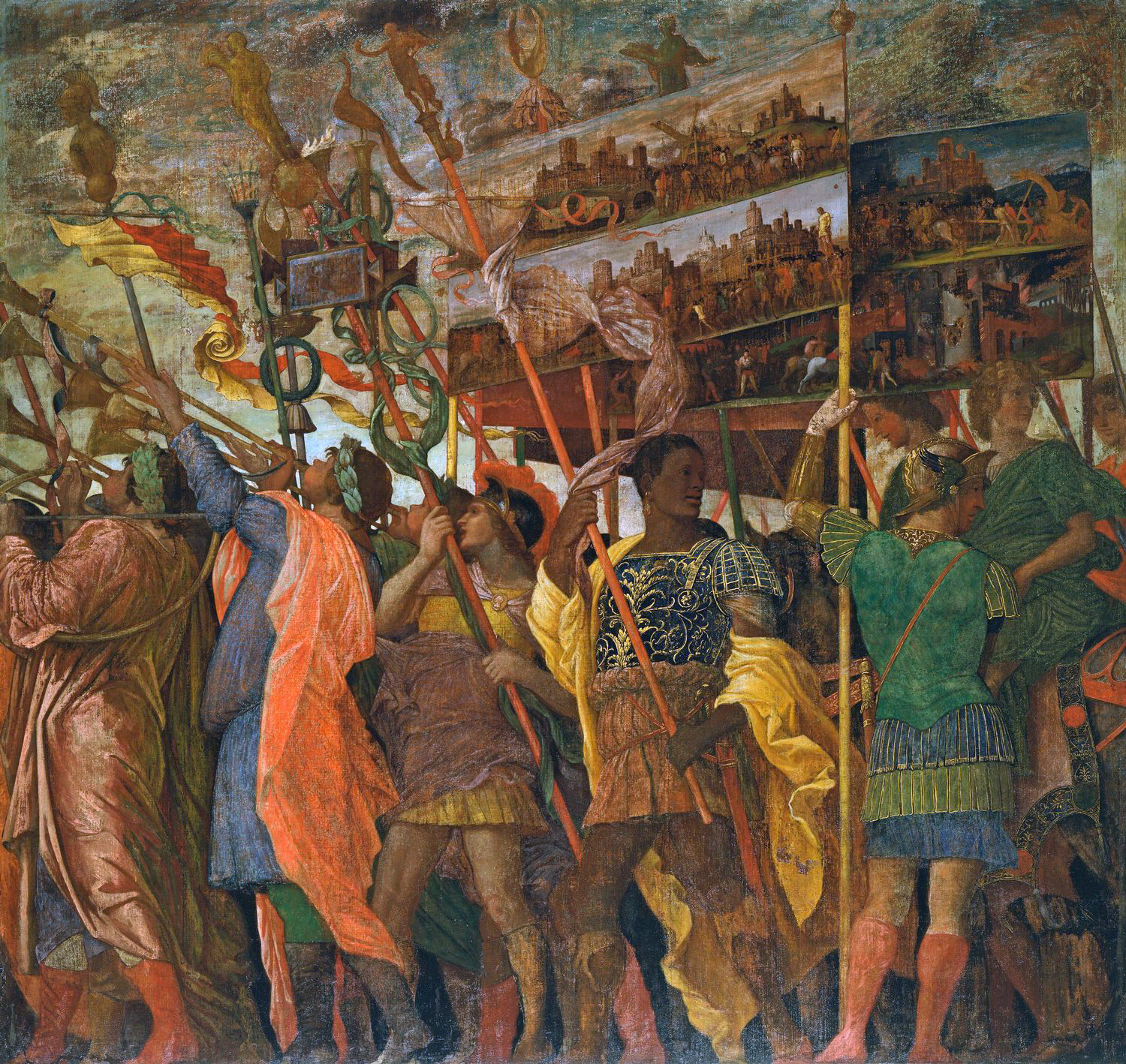
I. Les Trompettes et les porteurs d'enseigne
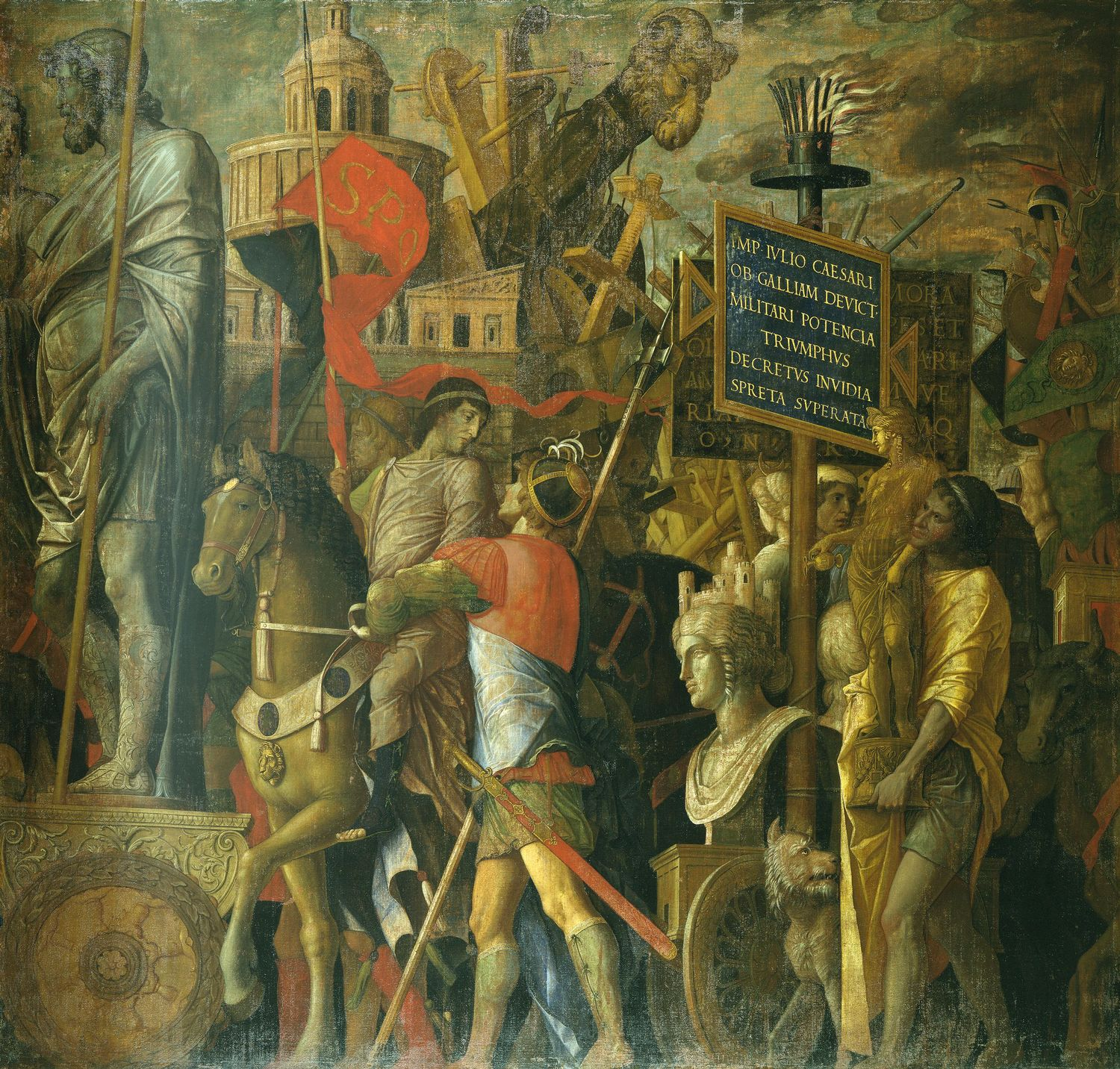
II. Les Chars triomphaux, les trophées, les machines de guerre
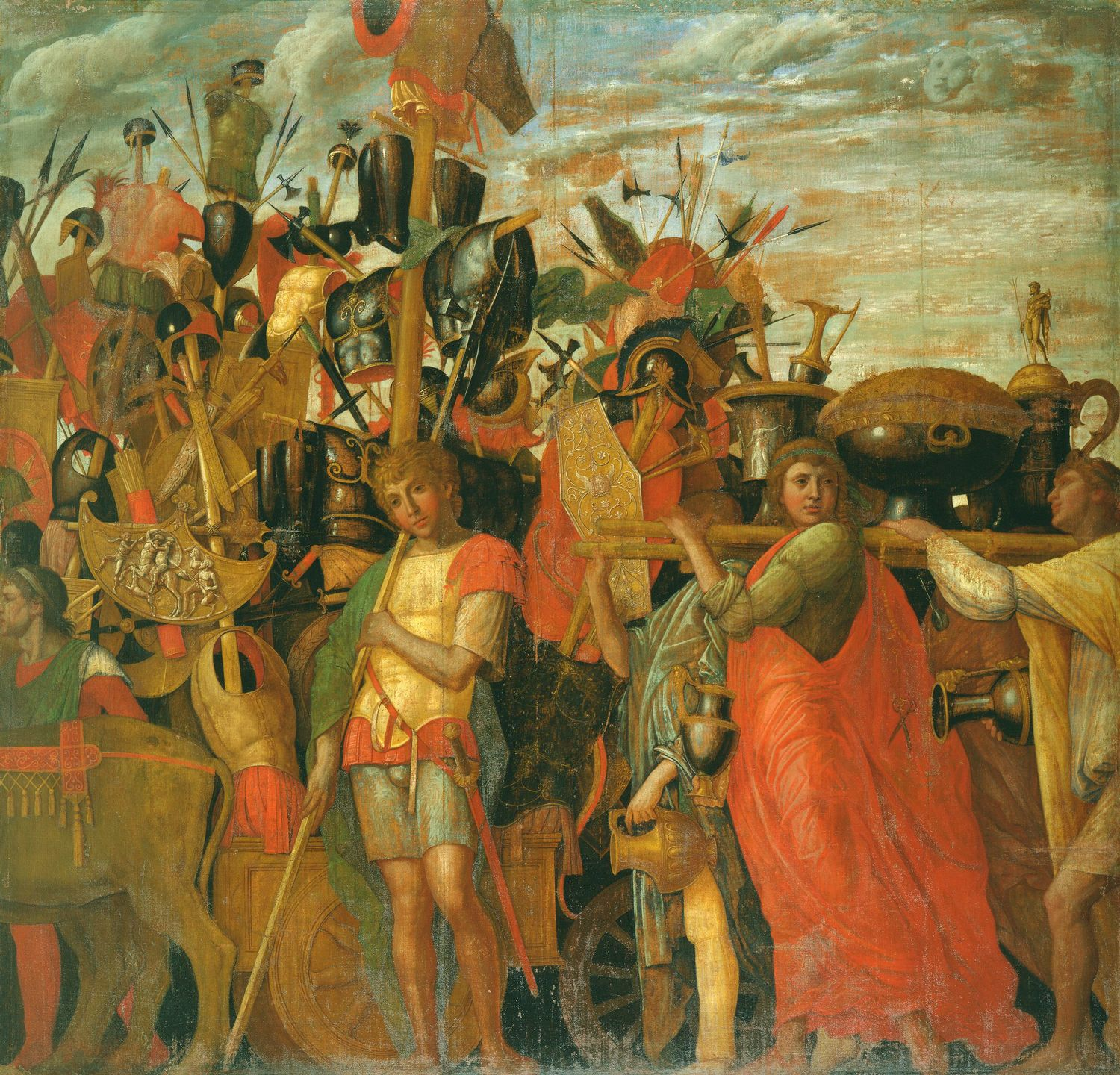
III. Le Char aux trophées et les porteurs de butin
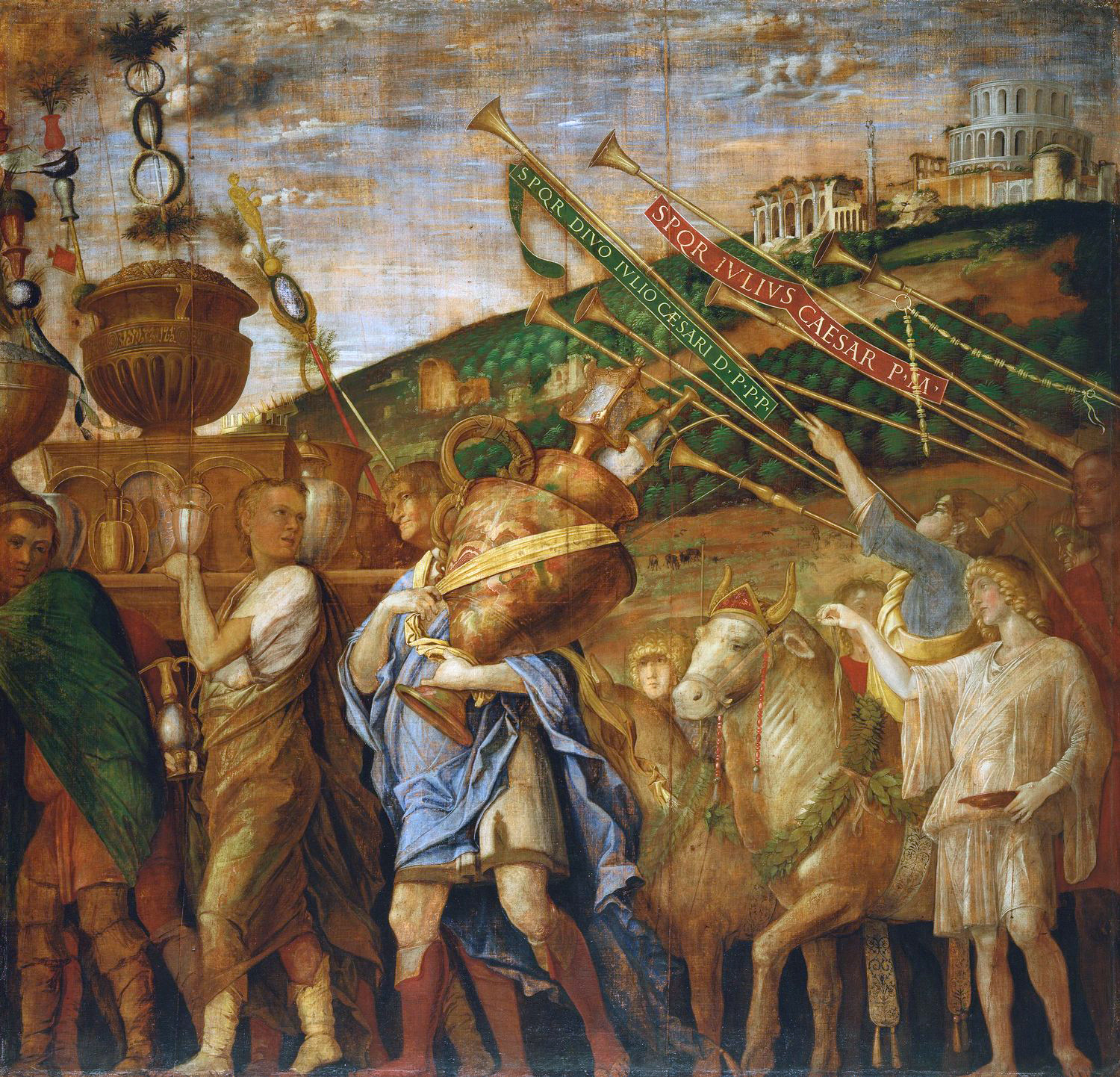
IV. Les Porteurs de vase, les taureaux sacrificiels, les trompettes
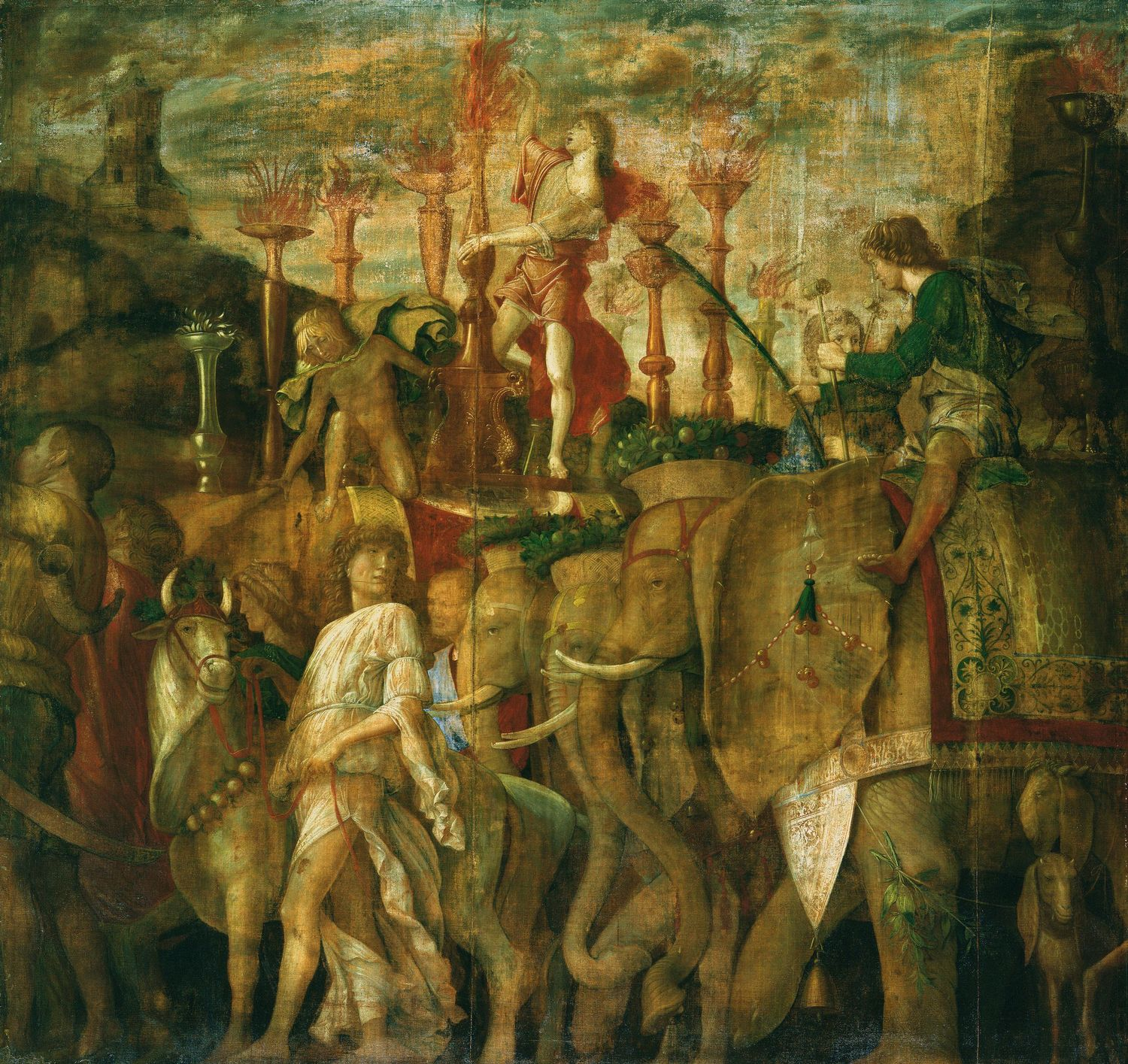
V. Les Trompettes, les taureaux sacrificiels, les éléphants
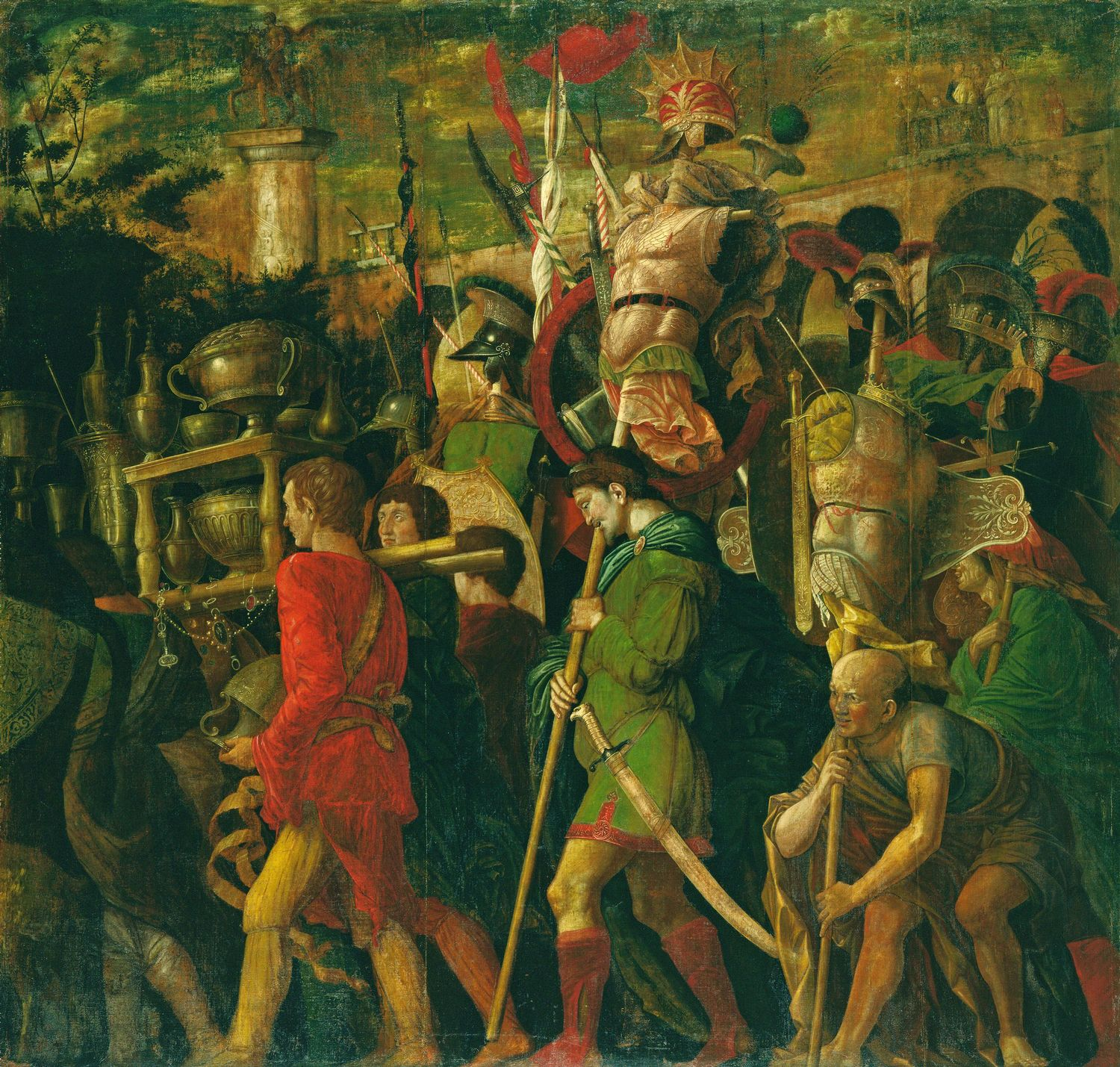
VI. Les Porteurs de cuirasses, de trophées et de pièces d'armement
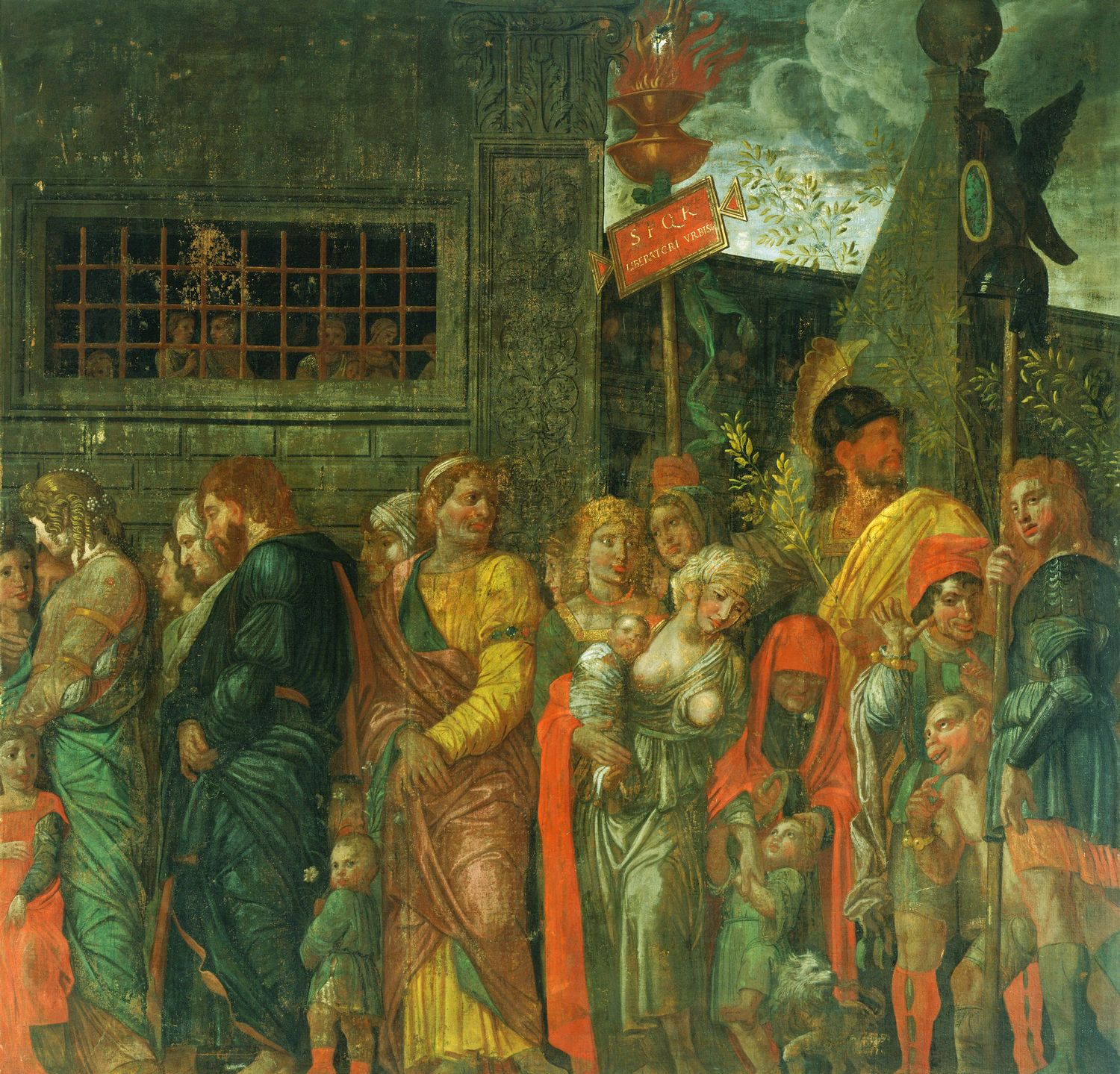
VII. Les Prisonniers
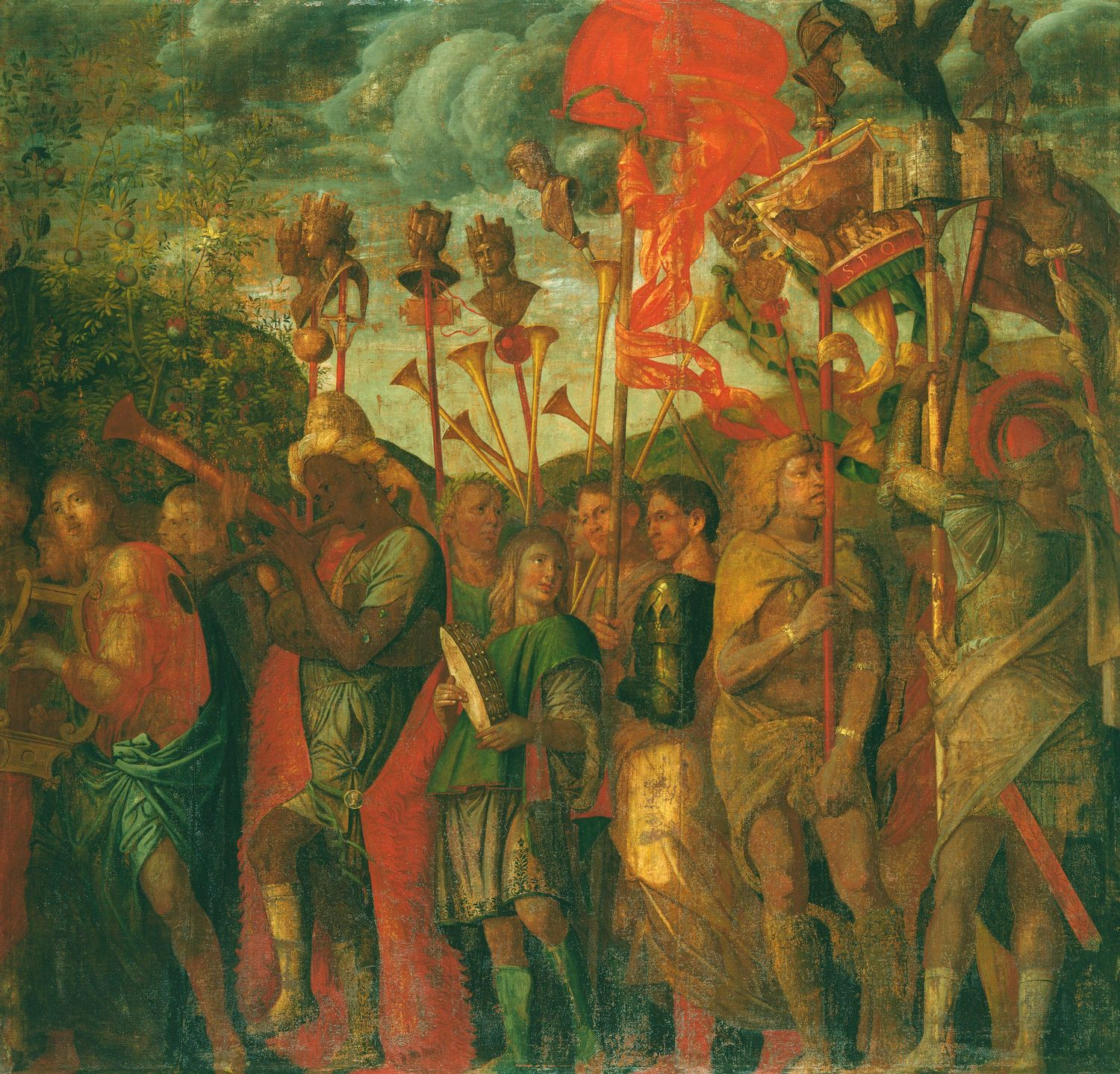
VIII. Les Musiciens et les porte-enseignes
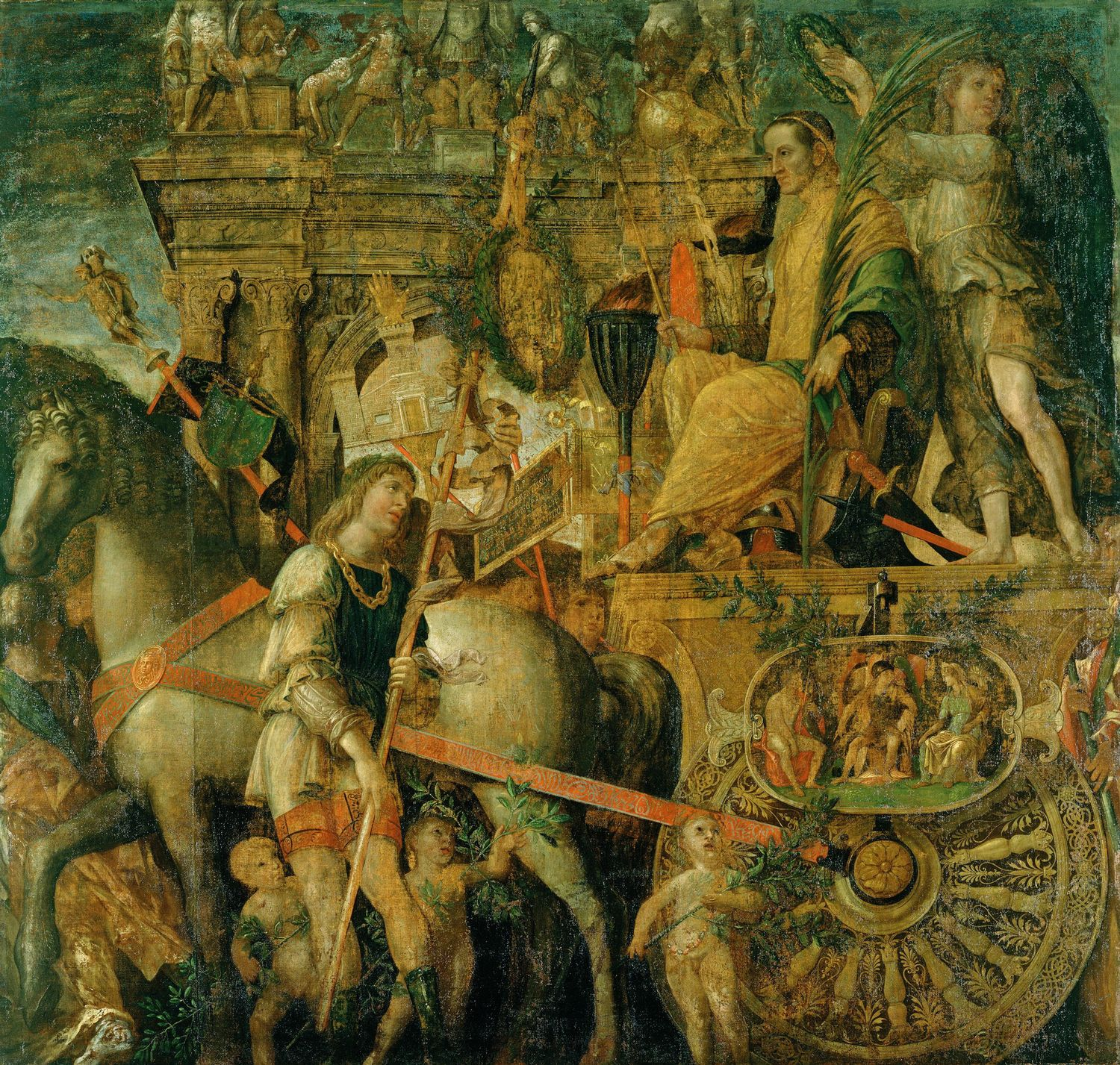
IX. Jules César sur le char triomphal
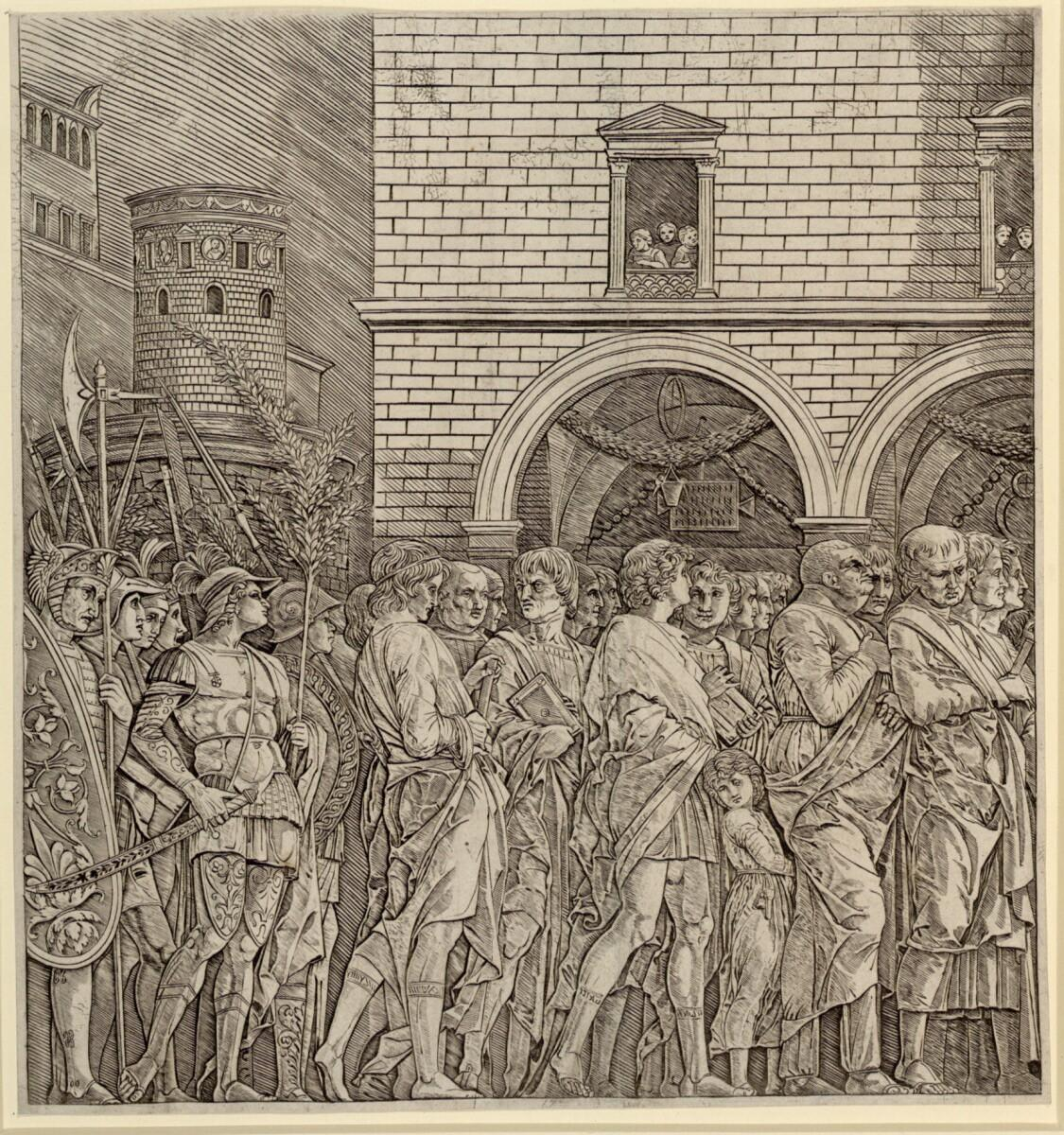
X. Les Sénateurs, gravure (vers 1500)

## Analyse
Épris d'antiquité gréco-romaine, Mantegna a relevé les informations nécessaires à ses compositions dans les ouvrages savants de son temps sur la Rome antique et les écrits de et sur Jules César lui-même : les Commentaires sur la Guerre des Gaules sont en effet publiés pour la première fois à Rome en 1469 par Giovanni Andrea Bussi. Mantegna aura eu également accès aux écrits de l'historien, archéologue et humaniste Flavio Biondo (Historiarum ab inclinatione Romani imperii ad annum 1440) tirés des Vies des hommes illustres de Plutarque, ainsi que des traductions de Pier Candido Decembrio du livre VIII de l’Histoire romaine d'Appien, et des adaptations des Vies des douze Césars de Suétone, autant de textes disponibles et accessibles au milieu du XVe siècle. Il se fonde aussi sur les écrits d'humanistes contemporains comme Roberto Valturio et Flavio Biondo dont la Roma Triomphans est imprimé à Mantoue et Vérone en 1472. Il ne se contente pas de ces sources littéraires. En grand amateur de l'Antiquité il s'inspire aussi de médailles, de sculptures et de dessins de monuments romains.
Le cortège est montré en une perspective dont le point de vue est placé en dessous de la scène, assurant ainsi plus de monumentalité aux personnages. L'attention se concentre sur les objets transportés par le cortège. Les personnages ont des attitudes plus naturelles que ceux de la Chambre des époux, leurs vêtements ont des drapés plus élégants. L'art de Mantegna y atteint son apogée.

## Impact

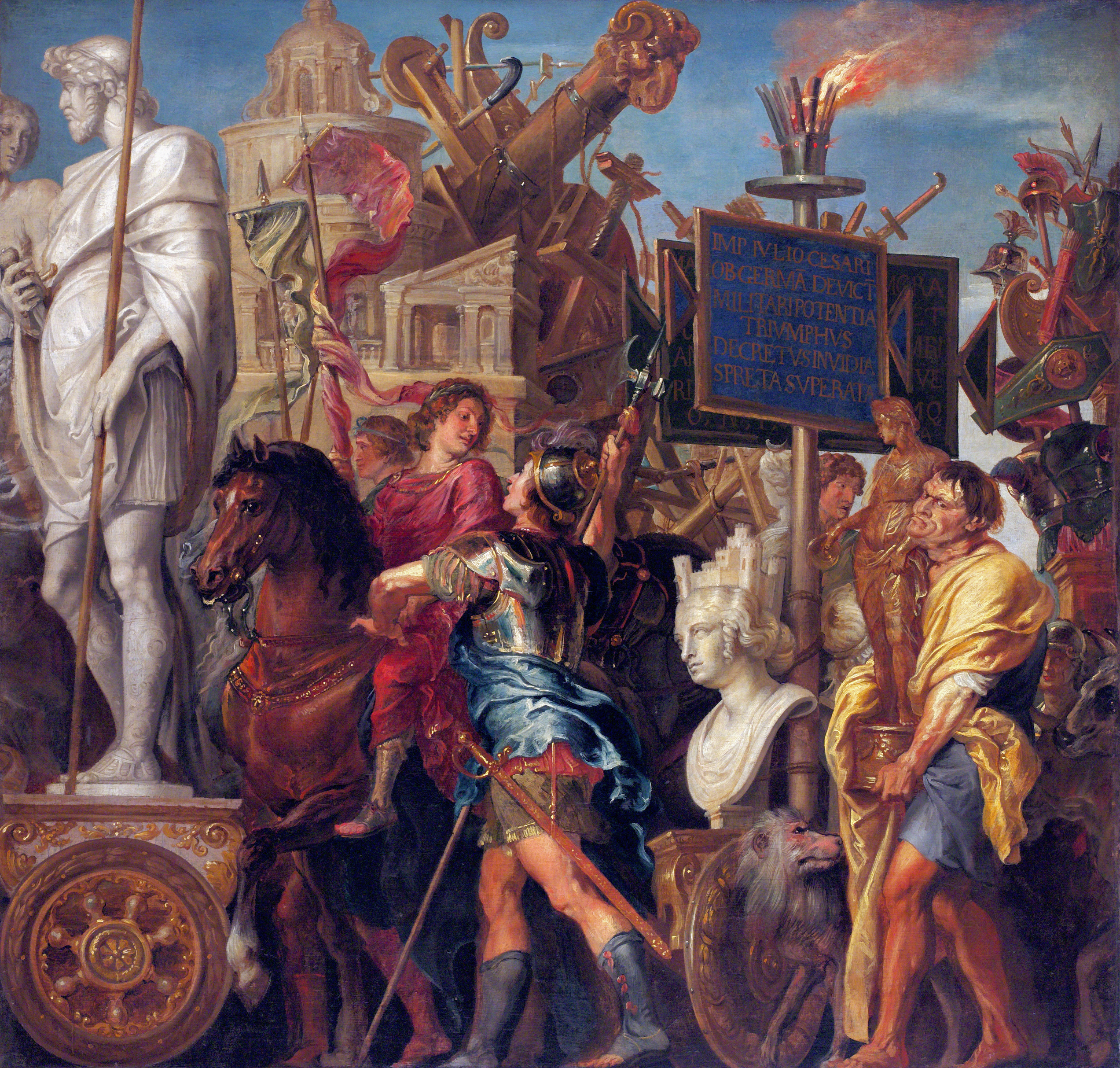
Le Triomphe de César (vers 1640-1650), copie libre d'après II et IX, par Paul Rubens et Erasmus Quellinus II (Prague, Galerie nationale).

Les Triomphes de César sont décrits comme « la plus belle chose jamais peinte par Mantegna » par Giorgio Vasari dans Les Vies (1550-1668). Ils acquièrent, du vivant même de Mantegna, une certaine réputation dans toute l'Europe, principalement grâce aux nombreuses copies qui en sont faites. Gian Marco Cavalli et Giulio Campagnola sont sans doute parmi les premiers graveurs sur cuivre à les traduire, du vivant même du maître.
Entre 1517 et 1519, Hans Holbein le jeune, à partir des gravures, exécute une copie de ce travail sous la forme de neuf panneaux en bois placés à l'extérieur de la Haus Hertenstein à Lucerne, aujourd'hui disparue.
De son côté, vers 1598-1599, Andrea Andreani reproduit à l'aide de la gravure sur bois les neuf tableaux sous la forme d'un album à partir des toiles exposées à Mantoue. Ludovico Dondi (en) fit les copies des neuf tableaux également à Mantoue, et conservées à la pinacothèque de Sienne.
Pierre Paul Rubens livre sa propre version vers 1630 avec Un triomphe romain.